# آنفلوانزا (فیلم)
آنفلوانزا (انگلیسی: Flu; کره‌ای: 감기) یک فیلم با ژانر فاجعه پزشکی سال ۲۰۱۳ محصول کره جنوبی به نویسندگی و کارگردانی کیم سونگ سو، دربارهٔ شیوع یک سویه کشنده H5N1 است که قربانیان خود را در عرض ۳۶ ساعت می‌کشد. در این فیلم جانگ هیوک، سو ئه، پارک مین ها، یو هه جین و لی هی جون ایفای نقش کردند.